# Sergio Campailla
Sergio Campailla (Genova, 24 novembre 1945) è uno scrittore, saggista e critico letterario italiano.

## Biografia
Nasce a Genova da genitori siciliani che avevano da pochi mesi lasciato l'isola. 
Insegna Storia e tecniche del Giornalismo all'Università degli Studi Suor Orsola Benincasa ed è stato fino al 2010 professore di Letteratura Italiana all'Università degli Studi Roma Tre. In precedenza è stato professore ordinario all'Università di Genova e a "La Sapienza" di Roma.. Studioso e curatore di molteplici opere italiane dell'Otto-Novecento (Leopardi, Capuana, Verga, De Roberto, Pirandello e Salgari), è noto soprattutto per la pubblicazione delle opere e la produzione saggistica su Carlo Michelstaedter.
Dopo l'esordio narrativo con il romanzo breve nel 1981, Una stagione in Sicilia, si afferma con Il Paradiso terrestre, 1988, Premio Napoli. Nel 1990 dà alle stampe il volume di racconti Voglia di volare, dove si alternano racconti romani ad altri siciliani. Nel 1992 esce il romanzo Domani domani, ambientato nella Roma alle soglie del Duemila; il libro vince alcuni premi letterari, tra i quali il Premio Internazionale Nino Martoglio. Seguono, nel 1994, il Romanzo americano, (Premio Nazionale Rhegium Julii) sei racconti unitari per l'atmosfera degli Stati Uniti agli albori dell'era Clinton, vissuta da italiani di diverso ceto sociale, e il volume Il Carnevale della Luna e altri racconti. Altre prove narrative sono: La divina truffa, Bompiani 2008; Il Segreto di Nadia B., Marsilio, 2010; Divorati dal dragone, Bompiani, 2013; Wanted. Benjamín Mendoza y Amor, Marsilio 2016. 
Nel 2019 pubblica Un’eterna giovinezza. Vita e mito di Carlo Michelstaedter, biografia del giovane ragazzo di Gorizia che, sebbene abbia vissuto appena ventitré anni, è stato salutato come precursore dell’esistenzialismo e di Heidegger in filosofia, dell’espressionismo in pittura, di Wittgenstein e della scuola viennese, di una controcultura alla Deleuze e dell’ermeneutica alla Derrida. Campailla esplora il background ebraico, si addentra in un’ampia documentazione e porta elementi inediti sulla figura della misteriosa musa, Nadia Baraden, e sulle dinamiche che queste storie private hanno innescato.

## Opere

### Narrativa
- Una stagione in Sicilia, Bastogi, Foggia 1981
- Il Paradiso terrestre, Milano, Rusconi 1988,
- Voglia di volare, Milano, Rusconi 1990
- Domani domani, Milano, Rusconi 1992
- Il carnevale della luna e altri racconti, con un'introduzione di Riccardo Scrivano e un'appendice critica a cura di Fabio Pierangeli, Roma: Edizioni Nuova Cultura, 1994
- Romanzo americano, Milano, Rusconi 1994 ISBN 88-18-06103-8
- La divina truffa, Milano, Bompiani 2008 ISBN 978-88-452-6018-6
- Il segreto di Nadia B. : la musa di Michelstaedter tra scandalo e tragedia, Venezia, Marsilio, 2010, ISBN 978-88-317-0675-9
- Divorati dal dragone, Milano, Bompiani, 2013 ISBN 978-88-452-7313-1
- Wanted. Benjamín Mendoza y Amor: il pittore che attentò alla vita di papa Paolo VI, Venezia, Marsilio, 2016, ISBN 978-88-317-2335-0
- Un'eterna giovinezza. Vita e mito di Carlo Michelstaedter, Venezia, Marsilio, 2019, ISBN 978-88-297-0164-3

### Saggi
- Quaderno bibliografico su Carlo Michelstaedter, Pagani, Genova 1970
- Metodo cartesiano e metodo baconiano nel De nostri temporis studiorum ratione del Vico, Leo S. Olschki, Firenze 1971
- Pensiero e poesia di Carlo Michelstaedter, con alcuni disegni inediti e una testimonianza biografica di Paula Michelstaedter Winteler, Pàtron, Bologna 1973
- A ferri corti con la vita, biografia ad introduzione della mostra antologica Testimonianza per Carlo Michelstaedter, Pàtron, 1974
- Michelstaedter lettore di Ibsen, L. S. Olschki, Firenze 1974
- L'agnizione tragica, studi sulla cultura di Scipio Slataper, Pàtron, 1975
- Variazioni sul mito della Bella addormentata in Rosso di San Secondo, S.l. F.lli Conte, 1977
- La vocazione di Tristano, storia interiore delle Operette morali, Pàtron, 1977
- Anatomie Verghiane, Pàtron, 1978
- Scrittori Giuliani, Pàtron, 1980
- L'umorismo di Svevo, Istituto per gli incontri culturali mitteleuropei, Gorizia 1980
- Autobiografia e simboli nella Storia di una capinera, Loffredo, Napoli 1981
- I Malavoglia e La bocca del lupo di R. Zena, S.l. Catania 1982
- Il muro di Montale, Le Monnier, Firenze 1984
- Zena: una città e un autore, s.n. Genova 1984 (Fusi, Pavia 1985)
- Mal di Luna e d'altro, Bonacci Editore, 1986
- Quasimodo e Montale, Laterza, Roma 1986
- Le prime interpretazioni di Michelstaedter (1910-1916), Armando Paoletti, Firenze 1990
- Controcodice, Edizioni Scientifiche Italiane, 2001
- I paesi in cui sono nato, Edizioni scientifiche italiane, Napoli 2002
- Fingere l'infinito: l'ascolto dei Canti di Giacomo Leopardi, Il Veltro, Roma 2003
- Stagioni siciliane tra narrativa e critica, a cura di Francesco D'Episcopo, Maria Gargotta, Graus, Napoli 2008
- Carlo Michelstaedter: far di se stesso fiamma, Marsilio, Venezia 2010
- Un'altra società: Carlo Michelstaedter e la cultura contemporanea, a cura di Sergio Campailla, Marsilio, Venezia 2012
- La biblioteca ritrovata: Saba e l'affaire dei libri di Michelstaedter, Sergio Campailla et alii, Olschki, Firenze 2015

### Curatele
- Carlo Michelstaedter: 
  - La persuasione e la rettorica, Adelphi, Milano 1982
  - Epistolario, Adelphi, Milano 1983
  - Poesie, Adelphi, Milano 1987
  - Dialogo della salute, Adelphi, Milano 1988
  - La persuasione e la rettorica - Appendici critiche, Adelphi, Milano 1995
  - L'epistolario, Adelphi, Milano nuova edizione ampliata 2010
  - La melodia del giovane divino, Adelphi, Milano  2010
  - Opera grafica e pittorica, Istituto per gli Incontri Culturali Mitteleuropei, Gorizia 1975
  - Scritti scolastici, Istituto per gli Incontri Culturali Mitteleuropei, Gorizia 1976
- Emilio Salgari: 
  - Il ciclo di Sandokan, Newton Compton, Roma 1994-1995
  - Il ciclo dei corsari, Newton Compton, Roma 1996
- Federico De Roberto, I Grandi Romanzi: L'illusione, I Viceré, L'Imperio, Newton Compton, Roma 1994
- Giovanni Verga, Tutti i romanzi, le novelle e il teatro, Newton Compton, Roma 1996-1999
- Luigi Capuana, Il marchese di Roccaverdina, Newton Compton, Roma 1998
- Mark Twain, Le avventure di Tom Sawyer, Newton Compton, Roma 1995
- Giacomo Leopardi, Canti, Art'è, Bologna 2001
- Luigi Pirandello, I romanzi, le novelle e il teatro, Newton Compton, Roma 2009

## Riconoscimenti
- 1988 - Premio Napoli per Il Paradiso terrestre;[3]
- 1992 - Premio letterario internazionale Nino Martoglio, per Domani domani,[4]
- 1994 - Premio Nazionale Rhegium Julii per Romanzo americano;[5]